# Rose Hill (Illinois)
Rose Hill es una villa ubicada en el condado de Jasper en el estado estadounidense de Illinois. En el Censo de 2010 tenía una población de 80 habitantes y una densidad poblacional de 48,72 personas por km².

## Geografía
Rose Hill se encuentra ubicada en las coordenadas 39°6′16″N 88°9′00″O / 39.10444, -88.15000. Según la Oficina del Censo de los Estados Unidos, Rose Hill tiene una superficie total de 1.64 km², de la cual 1.64 km² corresponden a tierra firme y (0%) 0 km² es agua.

## Demografía
Según el censo de 2010, había 80 personas residiendo en Rose Hill. La densidad de población era de 48,72 hab./km². De los 80 habitantes, Rose Hill estaba compuesto por el 98.75% blancos, el 0% eran afroamericanos, el 0% eran amerindios, el 0% eran asiáticos, el 0% eran isleños del Pacífico, el 0% eran de otras razas y el 1.25% pertenecían a dos o más razas. Del total de la población el 0% eran hispanos o latinos de cualquier raza.